# Mercedes-Benz W210
W210 is de interne fabrieksnaam voor de Mercedes-Benz E-Klasse-generatie die van 1995 tot 2002 werd geproduceerd. Deze volgde daarmee de Mercedes W124 op. Karakteristiek voor dit model zijn de vier ronde koplampen. De eerste serie (1995-1999) had ook een ronde vorm in de achterlichtunit.

## Model updates
In Maart 1997 werd een kleine update aan de W210 gegeven. Deze omvatte de nieuwe V6-benzinemotor (Mercedes-Benz M112) die de vorige 6-cilinder modellen verving. Daarbij kwam er nog een lijst van extra met name veiligheidsgerelateerde vernieuwingen zoals:
- De baardloze sleutel (FBS 3) met radiografisch gestuurde centrale deurvergrendeling (voorheen infrarood)
- Rem-assistent (Brake-Assyst - BAS)
- Aandrijf-Slip-Regeling (ASR), standaard
- Zij-airbags in de voordeuren, standaard
- Onderhoudsintervalberekening (Assyst) voor verlengde intervallen
- Automatische deurvergrendeling bij 8 km/h.

Eind 1999 werd een grote facelift doorgevoerd (Mk II).

## Uitrustingsvarianten
- Classic (Basisversie)
- Elegance (luxe versie tegen meerprijs, standaard bij de 8-cilindermodellen)
  - Chroom op de deurbeschermers, bumpers en deurgrepen
  - Lichtmetalen velgen
  - Interieurbekleding met ander design
  - Binnenverlichtingspakket
  - Houtdecor: Wortelnotenhout
  - Andere achterlichten
- Avantgarde (sportieve versie tegen meerprijs, standaard bij de AMG-modellen)
  - Xenon verlichting met lampenreinigingsinstallatie
  - Chroom op de deurbeschermers, bumpers en deurgrepen
  - Meegespoten deurlijsten in wagenkleur in plaats van bewust kleurverschil zoals bij Classic of Elegance
  - Ongeveer 15 mm verlaagd en stugger (sportiever) onderstel
  - Lichtmetalen velgen
  - Interieurbekleding met ander design
  - Binnenverlichtingspakket
  - Houtdecor: Vogelaugenahorn; (later ook Sapeli optioneel)
  - Koelergril met verchroomde dwarsstrepen
  - Andere achterlichten
  - Speciale kleuren leverbaar, Violan, Amazonitgroen etc.

Verder werd de W210 vanaf 1996 ook als E 50 AMG aangeboden. De reeds in de voorganger W124 geplaatste 6.0-V8 werd als E 60 AMG aangeboden. Vanaf 1999 werden de beide AMG-modellen door de nieuwe E 55 AMG vervangen, die door de V8-type M113 aan werd gedreven.
Optioneel werd het AMG-optische-pakket, wat de bumpers en zij-skirts van de AMG-versie bevatte, ook voor de zwakker gemotoriseerde versies aangeboden.
Bij de V6- en V8-benzinemotoren (behalve de E 50 AMG/E 60 AMG) kon de vierwielaandrijving 4MATIC besteld worden.

## Motorvarianten
De gegevens van 1995 t/m 1999:
Benzine
| Sedan        | Sedan     | Sedan     | Sedan    | Sedan  | Sedan                                    | Sedan         | Sedan          | Sedan       |
| Type         | Motor     | Motor     | Vermogen | Koppel | Transmissie                              | 0–100 km/u    | Topsnelheid    | Jaartal     |
| Type         | Inhoud    | Cilinders | Vermogen | Koppel | Transmissie                              | 0–100 km/u    | Topsnelheid    | Jaartal     |
| ------------ | --------- | --------- | -------- | ------ | ---------------------------------------- | ------------- | -------------- | ----------- |
| E 200        | 1.998 cm³ | 4-in-lijn | 136 pk   | 190 Nm | handgeschakelde 5-bak / 5-traps automaat | 11,4 / 11,8 s | 205 / 202 km/u | 1995 - 1999 |
| E 230        | 2.295 cm³ | 4-in-lijn | 150 pk   | 220 Nm | handgeschakelde 5-bak / 5-traps automaat | 10,5 / 10,4 s | 215 / 212 km/u | 1995 - 1997 |
| E 240        | 2.398 cm³ | V6        | 170 pk   | 225 Nm | handgeschakelde 5-bak / 5-traps automaat | 9,6 / 10,2 s  | 223 / 222 km/u | 1997 - 1999 |
| E 280        | 2.799 cm³ | 6-in-lijn | 193 pk   | 270 Nm | handgeschakelde 5-bak / 4-traps automaat | 9,1 / 8,7 s   | 230 / 227 km/u | 1995 - 1997 |
| E 280        | 2.799 cm³ | V6        | 204 pk   | 270 Nm | handgeschakelde 5-bak / 5-traps automaat | 8,5 / 8,8 s   | 234 / 230 km/u | 1997 - 1999 |
| E 280 4Matic | 2.799 cm³ | V6        | 204 pk   | 270 Nm | 5-traps automaat                         | 9,1 s         | 226 km/u       | 1997 - 1999 |
| E 320        | 3.199 cm³ | 6-in-lijn | 220 pk   | 315 Nm | 4-traps automaat                         | 7,8 s         | 235 km/u       | 1995 - 1997 |
| E 320        | 3.199 cm³ | V6        | 224 pk   | 315 Nm | 5-traps automaat                         | 7,7 s         | 238 km/u       | 1997 - 1999 |
| E 320 4Matic | 3.199 cm³ | V6        | 224 pk   | 315 Nm | 5-traps automaat                         | 7,9 s         | 234 km/u       | 1997 - 1999 |
| E 420        | 4.196 cm³ | V8        | 279 pk   | 400 Nm | 5-traps automaat                         | 7,1 s         | 250 km/u       | 1995 - 1997 |
| E 430        | 4.266 cm³ | V8        | 279 pk   | 400 Nm | 5-traps automaat                         | 6,6 s         | 250 km/u       | 1997 - 1999 |
| E 36 AMG     | 3.606 cm³ | 6-in-lijn | 280 pk   | 385 Nm | 4-traps automaat                         | 6,7 s         | 250 km/u       | 1995 - 1997 |
| E 50 AMG     | 4.973 cm³ | V8        | 347 pk   | 480 Nm | 5-traps automaat                         | 6,2 s         | 250 km/u       | 1996 - 1997 |
| E 55 AMG     | 5.439 cm³ | V8        | 354 pk   | 530 Nm | 5-traps automaat                         | 5,7 s         | 250 km/u       | 1997 - 1999 |
| E 60 AMG     | 5.956 cm³ | V8        | 381 pk   | 580 Nm | 5-traps automaat                         | 5,1 s         | 250 km/u       | 1996 - 1998 |
| E 60 AMG     | 6.298 cm³ | V8        | 405 pk   | 616 Nm | 5-traps automaat                         | 5,0 s         | 250 km/u       | 1996 - 1998 |

| Combi        | Combi     | Combi     | Combi    | Combi  | Combi                                    | Combi         | Combi          | Combi       |
| Type         | Motor     | Motor     | Vermogen | Koppel | Transmissie                              | 0–100 km/u    | Topsnelheid    | Jaartal     |
| Type         | Inhoud    | Cilinders | Vermogen | Koppel | Transmissie                              | 0–100 km/u    | Topsnelheid    | Jaartal     |
| ------------ | --------- | --------- | -------- | ------ | ---------------------------------------- | ------------- | -------------- | ----------- |
| E 200        | 1.998 cm³ | 4-in-lijn | 136 pk   | 190 Nm | handgeschakelde 5-bak / 5-traps automaat | 12,2 / 12,7 s | 198 / 195 km/u | 1996 - 1999 |
| E 230        | 2.295 cm³ | 4-in-lijn | 150 pk   | 220 Nm | handgeschakelde 5-bak / 5-traps automaat | 11,2 / 11,6 s | 208 / 205 km/u | 1996 - 1997 |
| E 240        | 2.398 cm³ | V6        | 170 pk   | 225 Nm | handgeschakelde 5-bak / 5-traps automaat | 10,5 / 11,1 s | 216 / 215 km/u | 1997 - 1999 |
| E 280 4Matic | 2.799 cm³ | V6        | 204 pk   | 270 Nm | 5-traps automaat                         | 9,9 s         | 220 km/u       | 1997 - 1999 |
| E 320        | 3.199 cm³ | V6        | 224 pk   | 315 Nm | 5-traps automaat                         | 8,5 s         | 230 km/u       | 1997 - 1999 |
| E 320 4Matic | 3.199 cm³ | V6        | 224 pk   | 315 Nm | 5-traps automaat                         | 8,8 s         | 225 km/u       | 1997 - 1999 |
| E 420        | 4.196 cm³ | V8        | 279 pk   | 400 Nm | 5-traps automaat                         | 7,2 s         | 243 km/u       | 1996 - 1997 |
| E 430        | 4.266 cm³ | V8        | 279 pk   | 400 Nm | 5-traps automaat                         | 6,9 s         | 243 km/u       | 1997 - 1999 |
| E 50 AMG     | 4.973 cm³ | V8        | 347 pk   | 480 Nm | 5-traps automaat                         | 6,2 s         | 250 km/u       | 1996 - 1997 |
| E 55 AMG     | 5.439 cm³ | V8        | 354 pk   | 530 Nm | 5-traps automaat                         | 5,9 s         | 250 km/u       | 1998 - 1999 |
| E 60 AMG     | 5.956 cm³ | V8        | 381 pk   | 580 Nm | 5-traps automaat                         | 5,6 s         | 250 km/u       | 1996 - 1998 |

Diesel
| Sedan              | Sedan     | Sedan     | Sedan    | Sedan  | Sedan                                    | Sedan         | Sedan          | Sedan       |
| Type               | Motor     | Motor     | Vermogen | Koppel | Transmissie                              | 0–100 km/u    | Topsnelheid    | Jaartal     |
| Type               | Inhoud    | Cilinders | Vermogen | Koppel | Transmissie                              | 0–100 km/u    | Topsnelheid    | Jaartal     |
| ------------------ | --------- | --------- | -------- | ------ | ---------------------------------------- | ------------- | -------------- | ----------- |
| E 220 Diesel       | 2.155 cm³ | 4-in-lijn | 95 pk    | 150 Nm | handgeschakelde 5-bak / 5-traps automaat | 17,0 / 17,4 s | 180 / 177 km/u | 1995 - 1998 |
| E 200 CDI          | 2.151 cm³ | 4-in-lijn | 102 pk   | 235 Nm | handgeschakelde 5-bak / 5-traps automaat | 13,7 / 14,0 s | 187 / 183 km/u | 1998 - 1999 |
| E 220 CDI          | 2.151 cm³ | 4-in-lijn | 125 pk   | 300 Nm | handgeschakelde 5-bak / 5-traps automaat | 11,2 / 11,5 s | 200 / 196 km/u | 1998 - 1999 |
| E 300 Diesel       | 2.996 cm³ | 6-in-lijn | 136 pk   | 210 Nm | handgeschakelde 5-bak / 5-traps automaat | 12,9 / 12,9 s | 205 / 202 km/u | 1995 - 1997 |
| E 290 Turbo Diesel | 2.874 cm³ | 5-in-lijn | 129 pk   | 300 Nm | handgeschakelde 5-bak / 5-traps automaat | 11,5 / 11,5 s | 195 / 195 km/u | 1995 - 1999 |
| E 300 Turbo Diesel | 2.996 cm³ | 6-in-lijn | 177 pk   | 330 Nm | 5-traps automaat                         | 8,9 s         | 220 km/u       | 1997 - 1999 |

| Combi              | Combi     | Combi     | Combi    | Combi  | Combi                                    | Combi         | Combi          | Combi       |
| Type               | Motor     | Motor     | Vermogen | Koppel | Transmissie                              | 0–100 km/u    | Topsnelheid    | Jaartal     |
| Type               | Inhoud    | Cilinders | Vermogen | Koppel | Transmissie                              | 0–100 km/u    | Topsnelheid    | Jaartal     |
| ------------------ | --------- | --------- | -------- | ------ | ---------------------------------------- | ------------- | -------------- | ----------- |
| E 220 CDI          | 2.151 cm³ | 4-in-lijn | 125 pk   | 300 Nm | handgeschakelde 5-bak / 5-traps automaat | 11,7 / 12,0 s | 198 / 194 km/u | 1998 - 1999 |
| E 290 Turbo Diesel | 2.874 cm³ | 5-in-lijn | 129 pk   | 300 Nm | handgeschakelde 5-bak / 5-traps automaat | 12,2 / 12,2 s | 190 / 195 km/u | 1996 - 1999 |
| E 300 Turbo Diesel | 2.996 cm³ | 6-in-lijn | 177 pk   | 330 Nm | 5-traps automaat                         | 9,4 s         | 215 km/u       | 1997 - 1999 |

De gegevens van 1999 t/m 2002:
Benzine
| Sedan            | Sedan     | Sedan     | Sedan    | Sedan  | Sedan                                    | Sedan         | Sedan          | Sedan       |
| Type             | Motor     | Motor     | Vermogen | Koppel | Transmissie                              | 0–100 km/u    | Topsnelheid    | Jaartal     |
| Type             | Inhoud    | Cilinders | Vermogen | Koppel | Transmissie                              | 0–100 km/u    | Topsnelheid    | Jaartal     |
| ---------------- | --------- | --------- | -------- | ------ | ---------------------------------------- | ------------- | -------------- | ----------- |
| E 200            | 1.998 cm³ | 4-in-lijn | 136 pk   | 190 Nm | handgeschakelde 6-bak / 5-traps automaat | 10,8 / 12,3 s | 209 / 202 km/u | 1999 - 2001 |
| E 200 Kompressor | 1.998 cm³ | 4-in-lijn | 163 pk   | 230 Nm | handgeschakelde 6-bak / 5-traps automaat | 9,7 / 10,2 s  | 222 / 219 km/u | 2001 - 2002 |
| E 240            | 2.398 cm³ | V6        | 170 pk   | 225 Nm | handgeschakelde 6-bak / 5-traps automaat | 9,8 / 10,8 s  | 224 / 222 km/u | 1999 - 2002 |
| E 280            | 2.799 cm³ | V6        | 204 pk   | 270 Nm | handgeschakelde 6-bak / 5-traps automaat | 8,9 / 9,1 s   | 230 / 230 km/u | 1999 - 2002 |
| E 280 4Matic     | 2.799 cm³ | V6        | 204 pk   | 270 Nm | 5-traps automaat                         | 9,4 s         | 223 km/u       | 1999 - 2002 |
| E 320            | 3.199 cm³ | V6        | 224 pk   | 315 Nm | 5-traps automaat                         | 7,9 s         | 238 km/u       | 1999 - 2002 |
| E 320 4Matic     | 3.199 cm³ | V6        | 224 pk   | 315 Nm | 5-traps automaat                         | 8,3 s         | 230 km/u       | 1999 - 2002 |
| E 430            | 4.266 cm³ | V8        | 279 pk   | 400 Nm | 5-traps automaat                         | 6,6 s         | 250 km/u       | 1999 - 2002 |
| E 430 4Matic     | 4.266 cm³ | V8        | 279 pk   | 400 Nm | 5-traps automaat                         | 6,8 s         | 250 km/u       | 1999 - 2002 |
| E 55 AMG         | 5.439 cm³ | V8        | 354 pk   | 530 Nm | 5-traps automaat                         | 5,7 s         | 250 km/u       | 1999 - 2002 |
| E 55 AMG 4Matic  | 5.439 cm³ | V8        | 354 pk   | 530 Nm | 5-traps automaat                         | 5,8 s         | 250 km/u       | 1999 - 2002 |

| Combi            | Combi     | Combi     | Combi    | Combi  | Combi                                    | Combi         | Combi          | Combi       |
| Type             | Motor     | Motor     | Vermogen | Koppel | Transmissie                              | 0–100 km/u    | Topsnelheid    | Jaartal     |
| Type             | Inhoud    | Cilinders | Vermogen | Koppel | Transmissie                              | 0–100 km/u    | Topsnelheid    | Jaartal     |
| ---------------- | --------- | --------- | -------- | ------ | ---------------------------------------- | ------------- | -------------- | ----------- |
| E 200            | 1.998 cm³ | 4-in-lijn | 136 pk   | 190 Nm | handgeschakelde 6-bak / 5-traps automaat | 11,0 / 13,1 s | 198 / 195 km/u | 1999 - 2001 |
| E 200 Kompressor | 1.998 cm³ | 4-in-lijn | 163 pk   | 230 Nm | handgeschakelde 6-bak / 5-traps automaat | 10,1 / 10,7 s | 212 / 209 km/u | 2001 - 2002 |
| E 240            | 2.398 cm³ | V6        | 170 pk   | 225 Nm | handgeschakelde 6-bak / 5-traps automaat | 10,7 / 11,4 s | 215 / 212 km/u | 1999 - 2002 |
| E 280            | 2.799 cm³ | V6        | 204 pk   | 270 Nm | handgeschakelde 6-bak / 5-traps automaat | 9,5 / 9,5 s   | 225 / 223 km/u | 1999 - 2002 |
| E 280 4Matic     | 2.799 cm³ | V6        | 204 pk   | 270 Nm | 5-traps automaat                         | 10,2 s        | 217 km/u       | 1999 - 2002 |
| E 320            | 3.199 cm³ | V6        | 224 pk   | 315 Nm | 5-traps automaat                         | 8,7 s         | 230 km/u       | 1999 - 2002 |
| E 320 4Matic     | 3.199 cm³ | V6        | 224 pk   | 315 Nm | 5-traps automaat                         | 9,2 s         | 225 km/u       | 1999 - 2002 |
| E 430            | 4.266 cm³ | V8        | 279 pk   | 400 Nm | 5-traps automaat                         | 6,9 s         | 243 km/u       | 1999 - 2002 |
| E 430 4Matic     | 4.266 cm³ | V8        | 279 pk   | 400 Nm | 5-traps automaat                         | 7,2 s         | 250 km/u       | 1999 - 2002 |
| E 55 AMG         | 5.439 cm³ | V8        | 354 pk   | 530 Nm | 5-traps automaat                         | 5,9 s         | 250 km/u       | 1999 - 2002 |
| E 55 AMG 4Matic  | 5.439 cm³ | V8        | 354 pk   | 530 Nm | 5-traps automaat                         | 6,1 s         | 250 km/u       | 1999 - 2002 |

Diesel
| Sedan     | Sedan     | Sedan     | Sedan    | Sedan        | Sedan                                    | Sedan         | Sedan          | Sedan       |
| Type      | Motor     | Motor     | Vermogen | Koppel       | Transmissie                              | 0–100 km/u    | Topsnelheid    | Jaartal     |
| Type      | Inhoud    | Cilinders | Vermogen | Koppel       | Transmissie                              | 0–100 km/u    | Topsnelheid    | Jaartal     |
| --------- | --------- | --------- | -------- | ------------ | ---------------------------------------- | ------------- | -------------- | ----------- |
| E 200 CDI | 2.148 cm³ | 4-in-lijn | 115 pk   | 250 Nm       | handgeschakelde 6-bak / 5-traps automaat | 12,5 / 12,5 s | 199 / 197 km/u | 1999 - 2002 |
| E 220 CDI | 2.148 cm³ | 4-in-lijn | 143 pk   | 315 Nm       | handgeschakelde 6-bak / 5-traps automaat | 10,4 / 10,7 s | 213 / 212 km/u | 1999 - 2002 |
| E 270 CDI | 2.685 cm³ | 5-in-lijn | 170 pk   | 370 / 400 Nm | handgeschakelde 6-bak / 5-traps automaat | 9,0 / 9,3 s   | 225 / 220 km/u | 1999 - 2002 |
| E 320 CDI | 3.222 cm³ | 6-in-lijn | 197 pk   | 470 Nm       | 5-traps automaat                         | 8,3 s         | 230 km/u       | 1999 - 2002 |

| Combi     | Combi     | Combi     | Combi    | Combi        | Combi                                    | Combi         | Combi          | Combi       |
| Type      | Motor     | Motor     | Vermogen | Koppel       | Transmissie                              | 0–100 km/u    | Topsnelheid    | Jaartal     |
| Type      | Inhoud    | Cilinders | Vermogen | Koppel       | Transmissie                              | 0–100 km/u    | Topsnelheid    | Jaartal     |
| --------- | --------- | --------- | -------- | ------------ | ---------------------------------------- | ------------- | -------------- | ----------- |
| E 220 CDI | 2.148 cm³ | 4-in-lijn | 143 pk   | 315 Nm       | handgeschakelde 6-bak / 5-traps automaat | 10,9 / 11,2 s | 205 / 202 km/u | 1999 - 2002 |
| E 270 CDI | 2.685 cm³ | 5-in-lijn | 170 pk   | 370 / 400 Nm | handgeschakelde 6-bak / 5-traps automaat | 9,5 / 9,8 s   | 215 / 212 km/u | 1999 - 2002 |
| E 320 CDI | 3.222 cm³ | 6-in-lijn | 197 pk   | 470 Nm       | 5-traps automaat                         | 8,8 s         | 227 km/u       | 1999 - 2002 |

## Carrosserievarianten
De Mercedes W210 werd in 1995 als sedan op de markt gebracht. Een jaar later werd ook de stationwagen versie (de Kombi) gepresenteerd. Deze werd net als bij de W124 onder de naam T-Model verkocht. Bij de type benaming werd de T erachter gezet. E 320 is daarmee de sedan, E 320 T de Kombi. Intern werden de T-modellen met een 'S' gekenmerkt. Een W210 is een sedan (W=Wagen); een S210 is een Kombi (S=Stationwagen).

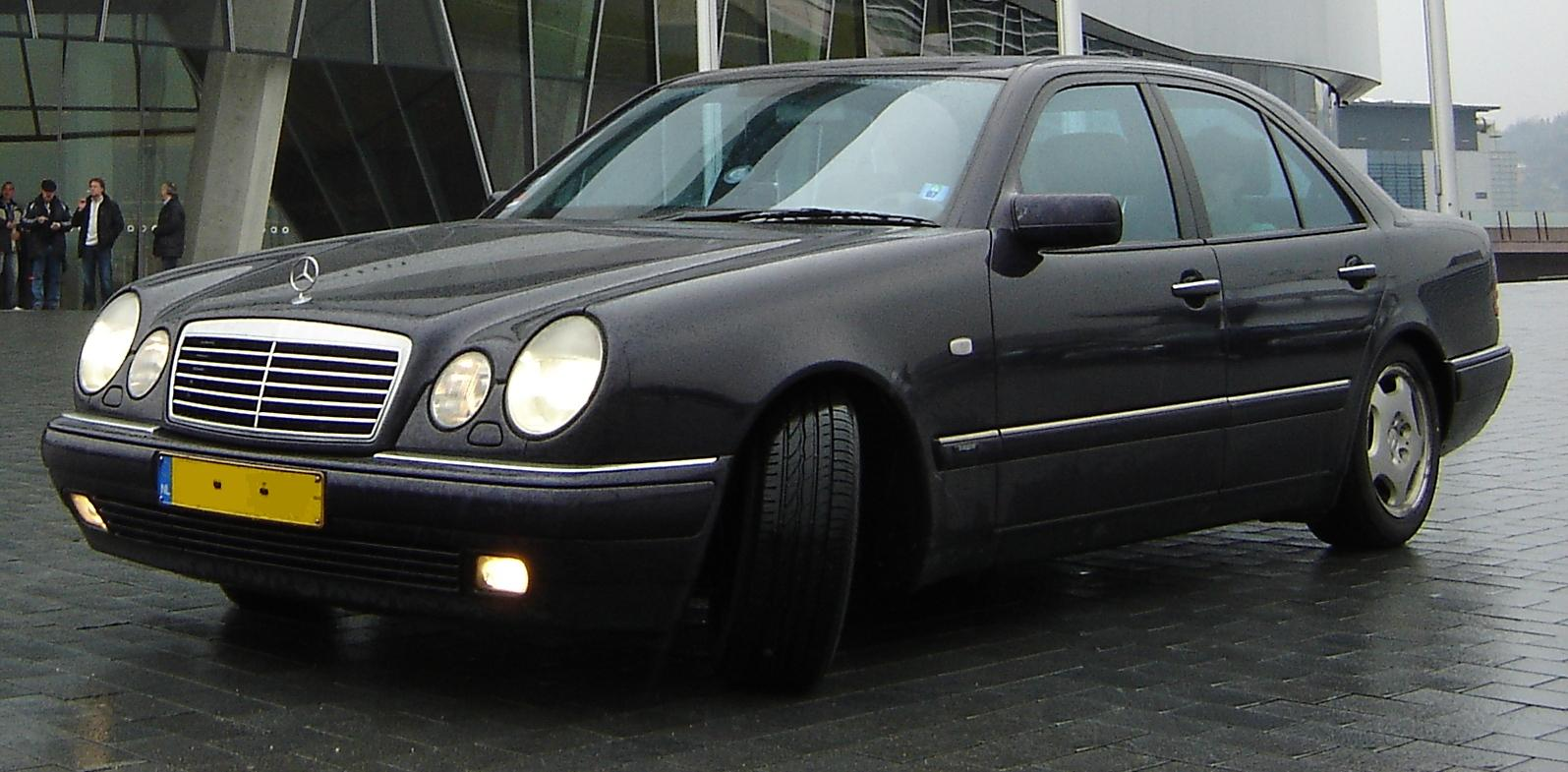
W210 Avantgarde (Mk I, 1996–1999)
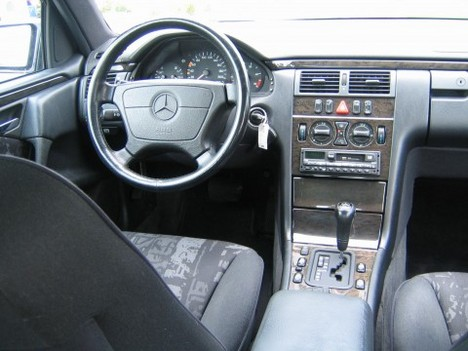
Interieur van een W210 Avantgarde (Mk I, 1996–1999)
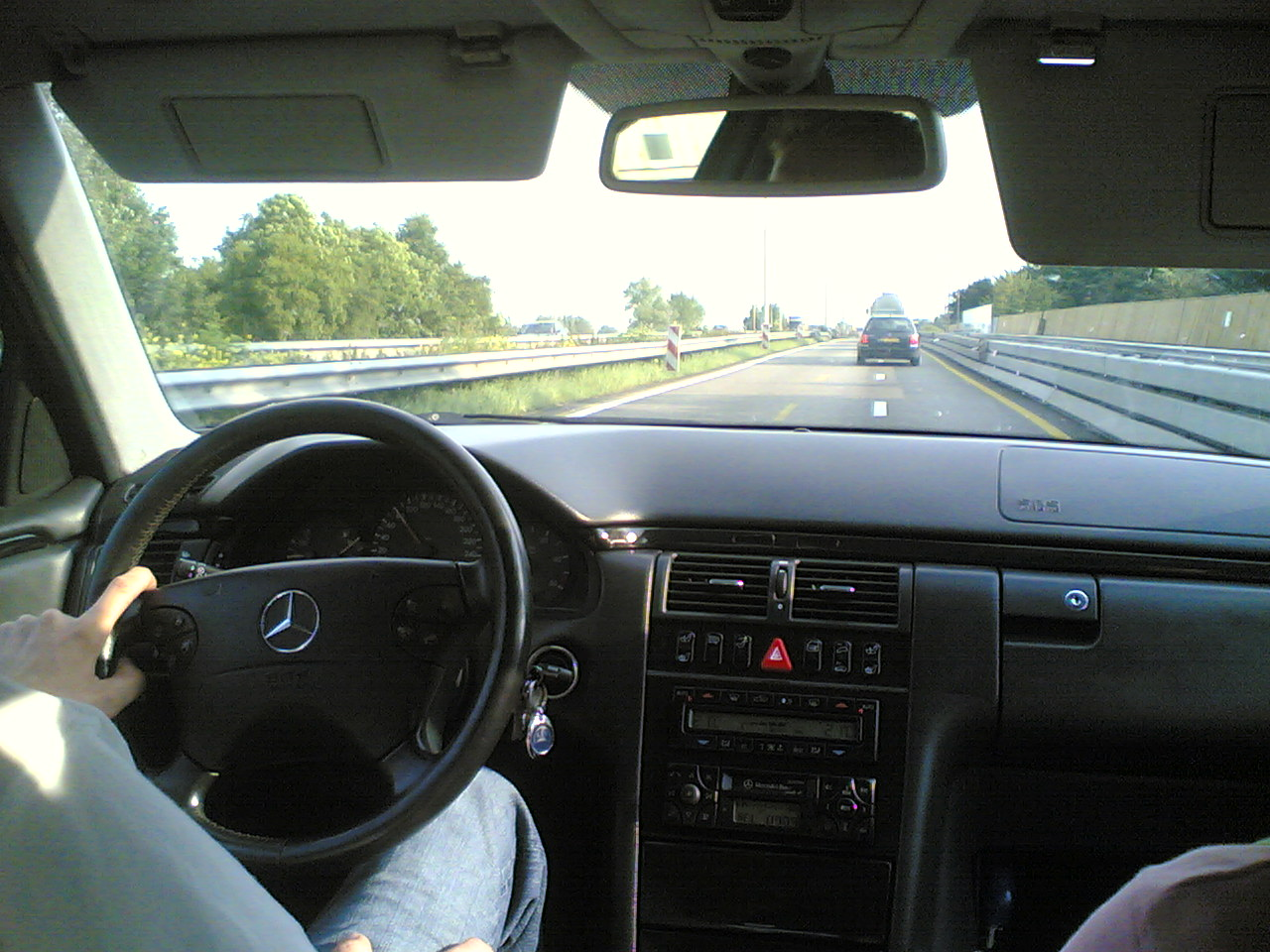
Interieur van een W210 uit 2001 Avantgarde

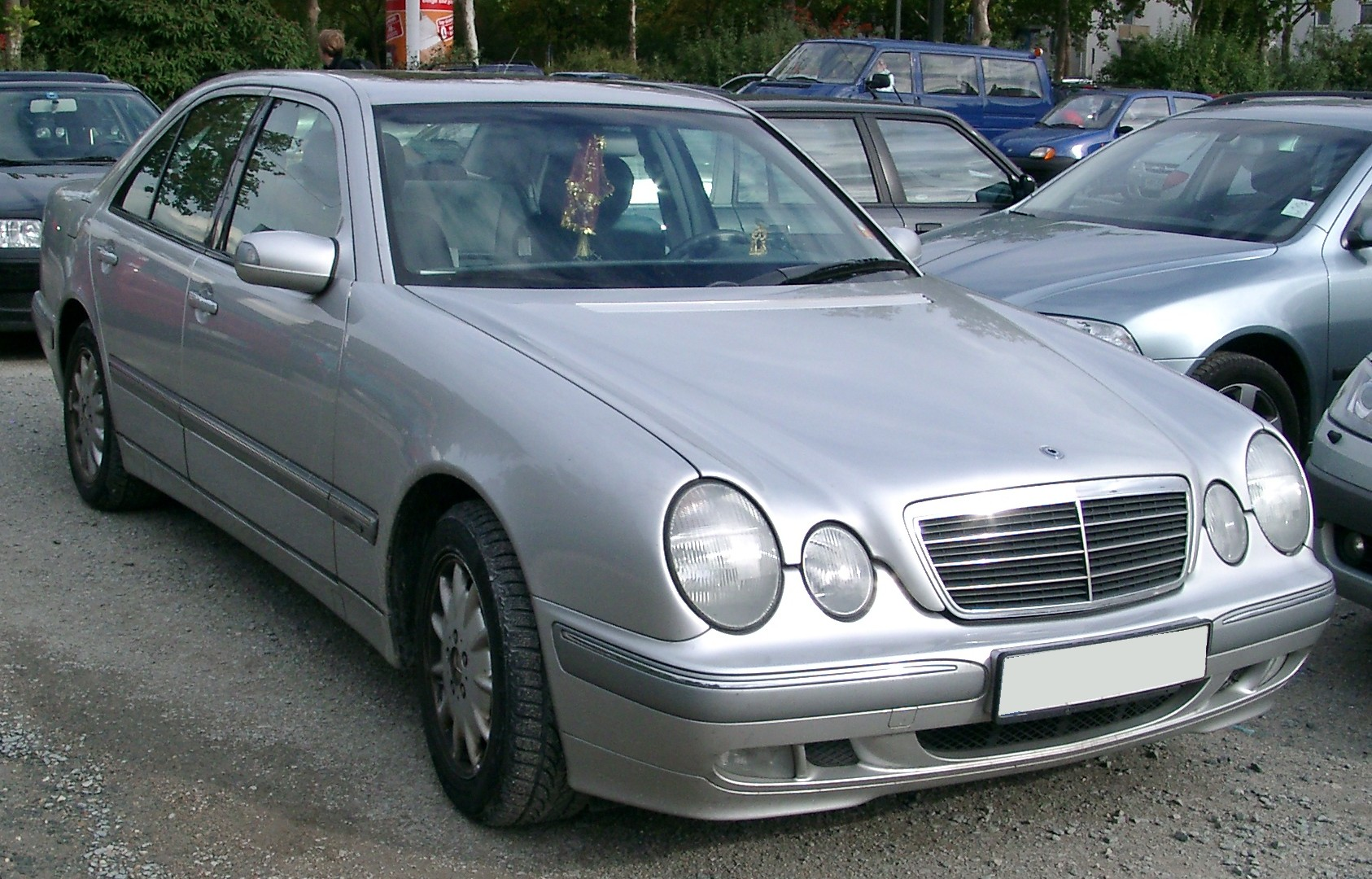
W210 Elegance (Mk II, 1999–2002)
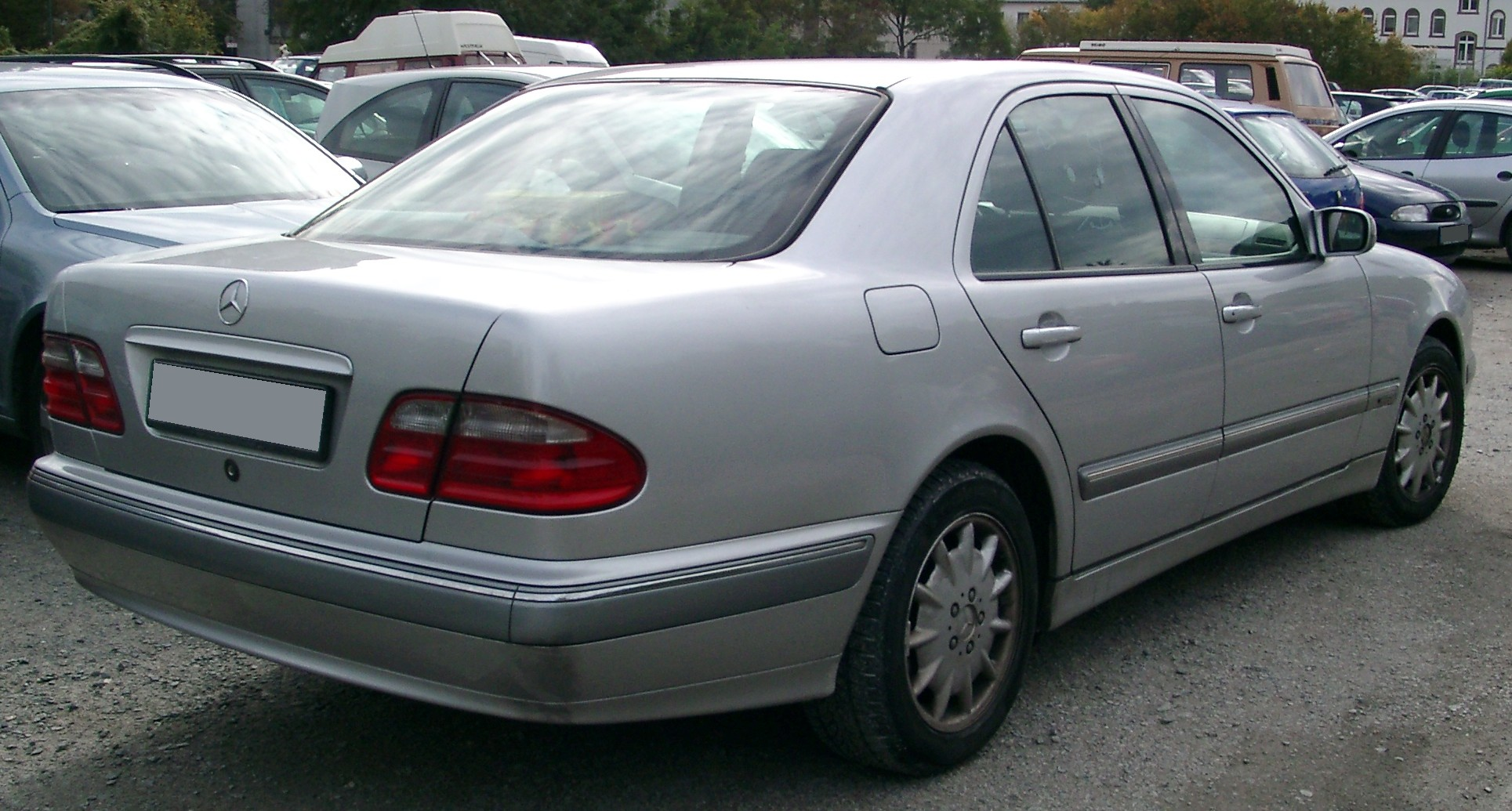
W210 Elegance (Mk II, 1999–2002)
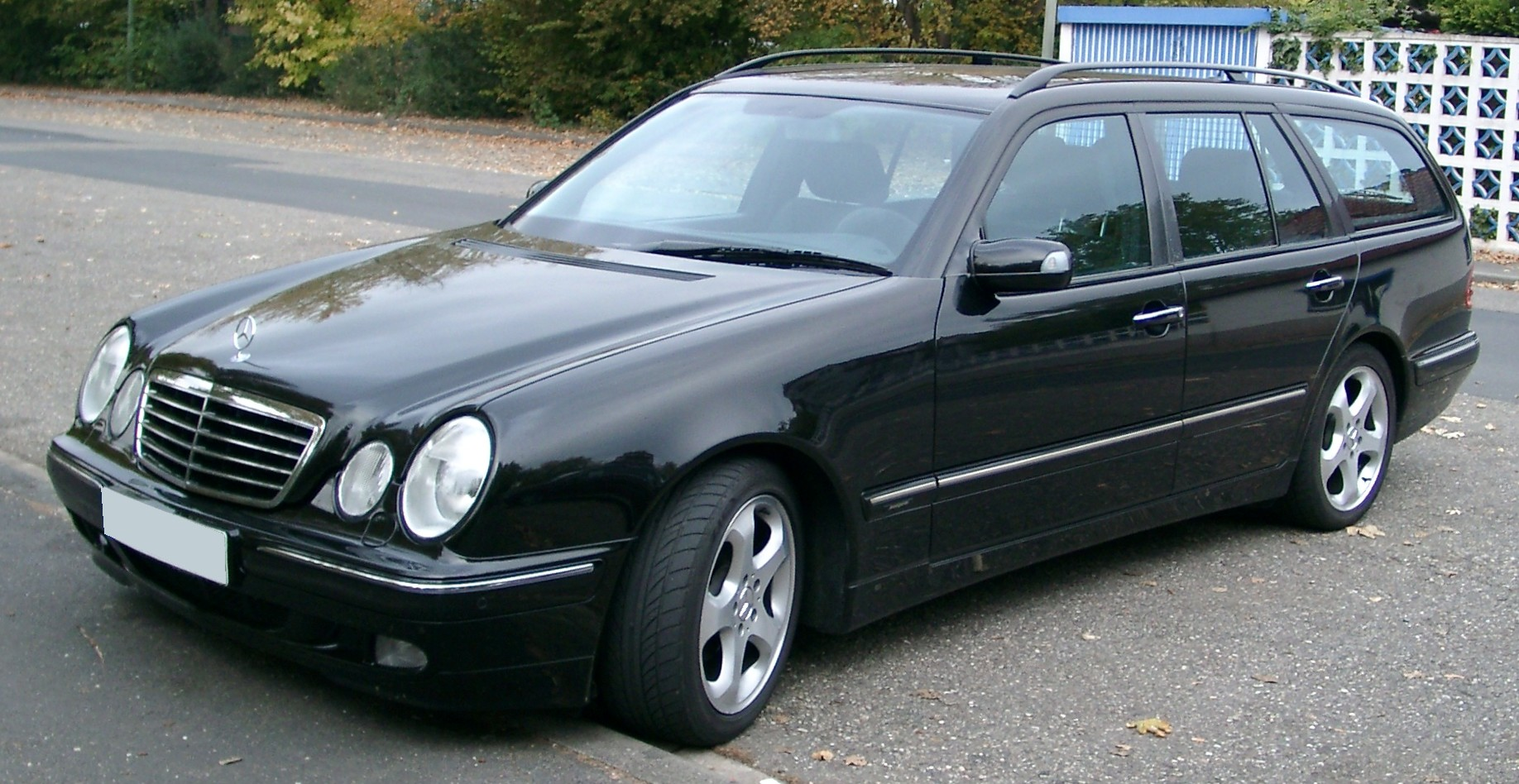
S210 Avantgarde (Mk II, 1999–2003)

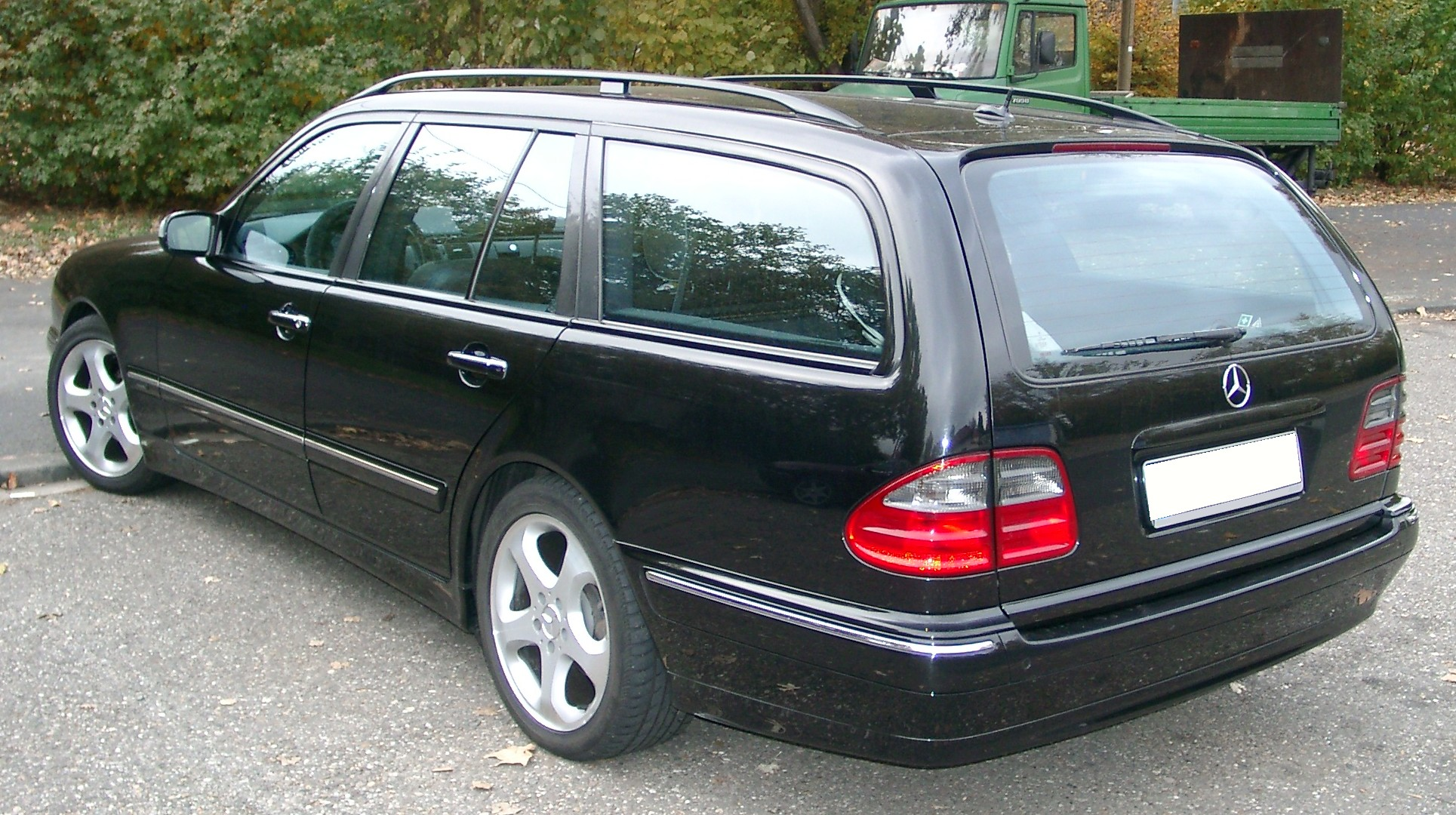
S210 Avantgarde (Mk II, 1999–2003)
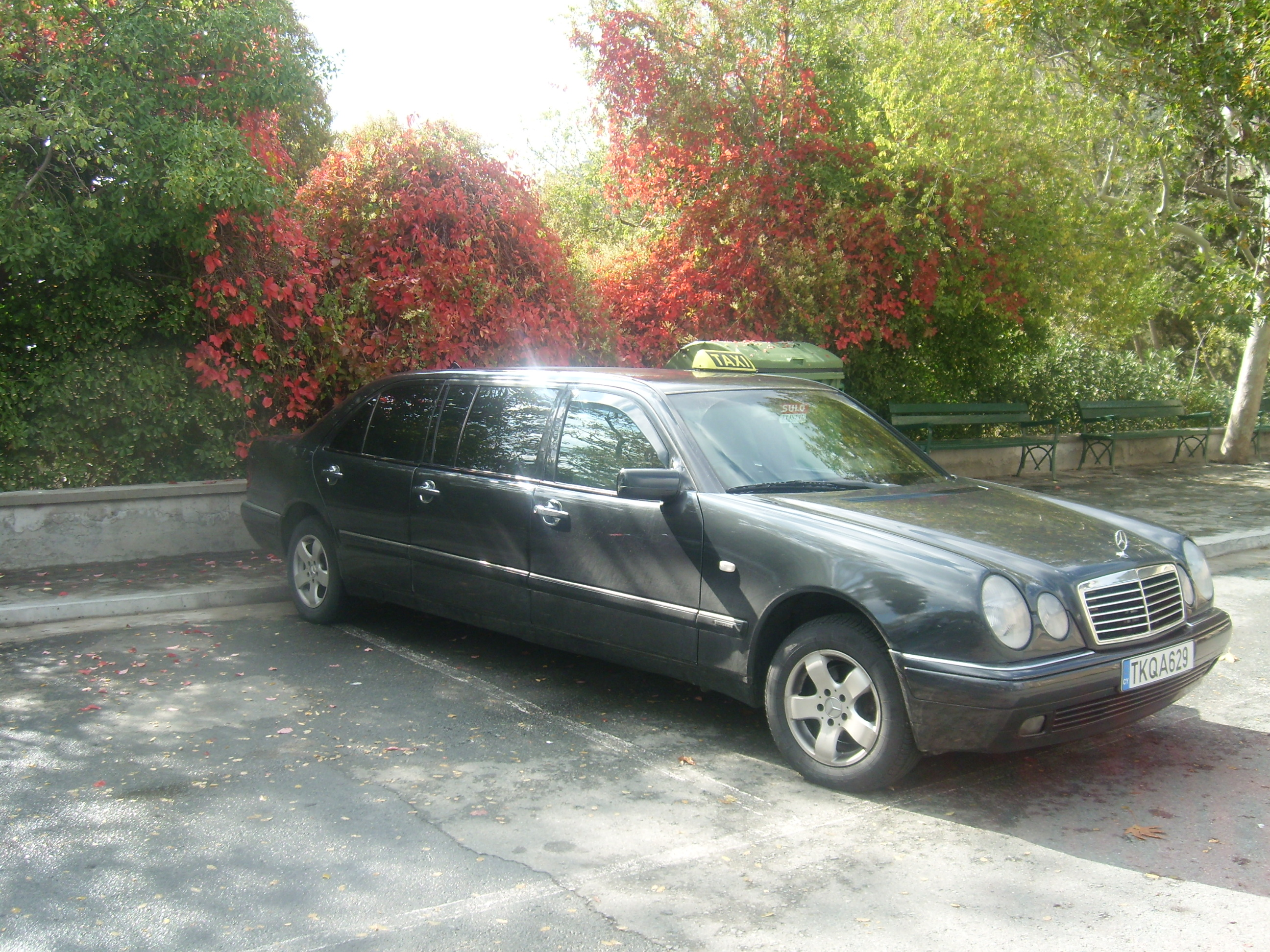
6-deurs